# Zaak-Pándy
De zaak-Pándy was een rechtszaak in België rond András Pándy (Csap, 1 juni 1927 – Brugge, 23 december 2013), een dominee van Hongaarse afkomst, later genaturaliseerd tot Belg, die destijds in Brussel woonde en samen met zijn dochter Ágnes werd beschuldigd van zes moorden. Pándy werd tevens beschuldigd van de verkrachting van drie van zijn dochters, onder wie Ágnes. Zij werd eveneens verdacht van één moordpoging en de moord op vijf gezinsleden.

## De gezinsleden
|                    |                    |                    |                    |                    |                    |  |  | Ilona Sores †         | Ilona Sores †         | Ilona Sores †         | Ilona Sores †         | Ilona Sores †         | Ilona Sores †         |  |  |                      |                      |                      |                      |                      |                      | András Pándy † 1 juni 1927 23 dec. 2013 | András Pándy † 1 juni 1927 23 dec. 2013 | András Pándy † 1 juni 1927 23 dec. 2013 | András Pándy † 1 juni 1927 23 dec. 2013 | András Pándy † 1 juni 1927 23 dec. 2013 | András Pándy † 1 juni 1927 23 dec. 2013 |             |             |             |             |  |  |           |           | Edit Fintor † 20 dec. 1942 | Edit Fintor † 20 dec. 1942 | Edit Fintor † 20 dec. 1942 | Edit Fintor † 20 dec. 1942 | Edit Fintor † 20 dec. 1942 | Edit Fintor † 20 dec. 1942 |            |            |            |            |            |            |  |  |                       |                       | eerdere echtgenoot    | eerdere echtgenoot    | eerdere echtgenoot    | eerdere echtgenoot    | eerdere echtgenoot | eerdere echtgenoot |                      |                      |                      |                      |                      |                      |  |  |  |  |  |  |  |  |  |  |  |  |  |  |  |  |  |  |  |  |  |  |  |  |  |  |  |  |
|                    |                    |                    |                    |                    |                    |  |  | Ilona Sores †         | Ilona Sores †         | Ilona Sores †         | Ilona Sores †         | Ilona Sores †         | Ilona Sores †         |  |  |                      |                      |                      |                      |                      |                      | András Pándy † 1 juni 1927 23 dec. 2013 | András Pándy † 1 juni 1927 23 dec. 2013 | András Pándy † 1 juni 1927 23 dec. 2013 | András Pándy † 1 juni 1927 23 dec. 2013 | András Pándy † 1 juni 1927 23 dec. 2013 | András Pándy † 1 juni 1927 23 dec. 2013 |             |             |             |             |  |  |           |           | Edit Fintor † 20 dec. 1942 | Edit Fintor † 20 dec. 1942 | Edit Fintor † 20 dec. 1942 | Edit Fintor † 20 dec. 1942 | Edit Fintor † 20 dec. 1942 | Edit Fintor † 20 dec. 1942 |            |            |            |            |            |            |  |  |                       |                       | eerdere echtgenoot    | eerdere echtgenoot    | eerdere echtgenoot    | eerdere echtgenoot    | eerdere echtgenoot | eerdere echtgenoot |                      |                      |                      |                      |                      |                      |  |  |  |  |  |  |  |  |  |  |  |  |  |  |  |  |  |  |  |  |  |  |  |  |  |  |  |  |
|                    |                    |                    |                    |                    |                    |  |  |                       |                       |                       |                       |                       |                       |  |  |                      |                      |                      |                      |                      |                      |                                         |                                         |                                         |                                         |                                         |                                         |             |             |             |             |  |  |           |           |                            |                            |                            |                            |                            |                            |            |            |            |            |            |            |  |  |                       |                       |                       |                       |                       |                       |                    |                    |                      |                      |                      |                      |                      |                      |  |  |  |  |  |  |  |  |  |  |  |  |  |  |  |  |  |  |  |  |  |  |  |  |  |  |  |  |
|                    |                    |                    |                    |                    |                    |  |  |                       |                       |                       |                       |                       |                       |  |  |                      |                      |                      |                      |                      |                      |                                         |                                         |                                         |                                         |                                         |                                         |             |             |             |             |  |  |           |           |                            |                            |                            |                            |                            |                            |            |            |            |            |            |            |  |  |                       |                       |                       |                       |                       |                       |                    |                    |                      |                      |                      |                      |                      |                      |  |  |  |  |  |  |  |  |  |  |  |  |  |  |  |  |  |  |  |  |  |  |  |  |  |  |  |  |
| Ágnes 28 jan. 1958 | Ágnes 28 jan. 1958 | Ágnes 28 jan. 1958 | Ágnes 28 jan. 1958 | Ágnes 28 jan. 1958 | Ágnes 28 jan. 1958 |  |  | Daniël † 14 apr. 1961 | Daniël † 14 apr. 1961 | Daniël † 14 apr. 1961 | Daniël † 14 apr. 1961 | Daniël † 14 apr. 1961 | Daniël † 14 apr. 1961 |  |  | Zoltán † 19 mei 1966 | Zoltán † 19 mei 1966 | Zoltán † 19 mei 1966 | Zoltán † 19 mei 1966 | Zoltán † 19 mei 1966 | Zoltán † 19 mei 1966 |                                         |                                         |                                         |                                         | András 1980                             | András 1980                             | András 1980 | András 1980 | András 1980 | András 1980 |  |  | Réka 1981 | Réka 1981 | Réka 1981                  | Réka 1981                  | Réka 1981                  | Réka 1981                  |                            |                            | Timea 1964 | Timea 1964 | Timea 1964 | Timea 1964 | Timea 1964 | Timea 1964 |  |  | Andrea † 20 juli 1971 | Andrea † 20 juli 1971 | Andrea † 20 juli 1971 | Andrea † 20 juli 1971 | Andrea † 20 juli 1971 | Andrea † 20 juli 1971 |                    |                    | Tünde † 28 nov. 1972 | Tünde † 28 nov. 1972 | Tünde † 28 nov. 1972 | Tünde † 28 nov. 1972 | Tünde † 28 nov. 1972 | Tünde † 28 nov. 1972 |  |  |  |  |  |  |  |  |  |  |  |  |  |  |  |  |  |  |  |  |  |  |  |  |  |  |  |  |
| Ágnes 28 jan. 1958 | Ágnes 28 jan. 1958 | Ágnes 28 jan. 1958 | Ágnes 28 jan. 1958 | Ágnes 28 jan. 1958 | Ágnes 28 jan. 1958 |  |  | Daniël † 14 apr. 1961 | Daniël † 14 apr. 1961 | Daniël † 14 apr. 1961 | Daniël † 14 apr. 1961 | Daniël † 14 apr. 1961 | Daniël † 14 apr. 1961 |  |  | Zoltán † 19 mei 1966 | Zoltán † 19 mei 1966 | Zoltán † 19 mei 1966 | Zoltán † 19 mei 1966 | Zoltán † 19 mei 1966 | Zoltán † 19 mei 1966 |                                         |                                         |                                         |                                         | András 1980                             | András 1980                             | András 1980 | András 1980 | András 1980 | András 1980 |  |  | Réka 1981 | Réka 1981 | Réka 1981                  | Réka 1981                  | Réka 1981                  | Réka 1981                  |                            |                            | Timea 1964 | Timea 1964 | Timea 1964 | Timea 1964 | Timea 1964 | Timea 1964 |  |  | Andrea † 20 juli 1971 | Andrea † 20 juli 1971 | Andrea † 20 juli 1971 | Andrea † 20 juli 1971 | Andrea † 20 juli 1971 | Andrea † 20 juli 1971 |                    |                    | Tünde † 28 nov. 1972 | Tünde † 28 nov. 1972 | Tünde † 28 nov. 1972 | Tünde † 28 nov. 1972 | Tünde † 28 nov. 1972 | Tünde † 28 nov. 1972 |  |  |  |  |  |  |  |  |  |  |  |  |  |  |  |  |  |  |  |  |  |  |  |  |  |  |  |  |
|                    |                    |                    |                    |                    |                    |  |  |                       |                       |                       |                       |                       |                       |  |  |                      |                      |                      |                      |                      |                      |                                         |                                         |                                         |                                         |                                         |                                         |             |             |             |             |  |  |           |           |                            |                            |                            |                            |                            |                            |            |            |            |            |            |            |  |  |                       |                       |                       |                       |                       |                       |                    |                    |                      |                      |                      |                      |                      |                      |  |  |  |  |  |  |  |  |  |  |  |  |  |  |  |  |  |  |  |  |  |  |  |  |  |  |  |  |
|                    |                    |                    |                    |                    |                    |  |  |                       |                       |                       |                       |                       |                       |  |  |                      |                      |                      |                      |                      |                      |                                         |                                         |                                         |                                         |                                         |                                         |             |             | Mark 1984   |             |  |  |           |           |                            |                            |                            |                            |                            |                            |            |            |            |            |            |            |  |  |                       |                       |                       |                       |                       |                       |                    |                    |                      |                      |                      |                      |                      |                      |  |  |  |  |  |  |  |  |  |  |  |  |  |  |  |  |  |  |  |  |  |  |  |  |  |  |  |  |

András Pándy werd geboren op 1 juni 1927 te Csap, toentertijd Tsjechoslowakije, tegenwoordig Oekraïne. Hij overleed in de gevangenis van Brugge in de nacht van 22 op 23 december 2013 na een slepende ziekte.

## Korte familiegeschiedenis – opmaat naar de moorden
András Pándy trouwt op 17 september 1956 in Hongarije met Ilona Sores. In december 1957 komt het echtpaar aan in België. Hun dochter Ágnes wordt in 1958 geboren te Elsene.
In 1961 krijgt het echtpaar een zwakbegaafd kind genaamd Daniël en in 1966 een zoon genaamd Zoltán. Een jaar na de geboorte van Zoltán is Ilona haar tirannieke en hardhandige echtgenoot zat en verhuist met haar zoontje Daniël.
In 1967 scheidt Pándy van Ilona Sores. Begin 1969 begint Pándy met het misbruiken van zijn 11-jarige dochter. Hij hertrouwt in 1979 met de Hongaarse Edit Fintor. Zij brengt haar drie dochters Tímea (15), Andrea (8) en Tünde (7) uit twee vorige huwelijken mee. Pándy gaf toentertijd als dominee godsdienstles op enkele rijksscholen. In 1980 wordt uit zijn huwelijk met Edit Fintor hun zoon András jr. geboren en in 1981 wordt dochter Réka geboren.
In 1984 begint Pándy een relatie met Edits dochter Tímea, die dan 20 jaar is. Tímea wordt zwanger. Tímea probeert haar zwangerschap verborgen te houden. Wanneer Pándy zijn stiefdochter naar zijn oudste dochter Ágnes stuurt, probeert Ágnes haar uit jaloezie te vermoorden. Tímea belandt in het ziekenhuis en dient een aanklacht in bij de politie. Daarna betrekt zij een flat en daar bevalt zij van haar zoon Mark. In 1986 emigreert Tímea met haar zoontje Mark naar Canada waar een oom van haar moeder woont. Voordat ze vertrekt vertelt ze haar moeder Edit dat haar stiefvader Pándy de biologische vader is van Mark.

## András Pándy en de moorden
Na een ruzie met Pándy vlucht Edit (zijn tweede echtgenote) met haar 14-jarige dochter Andrea, wat beiden fataal wordt. Ágnes heeft meegedaan of toegekeken bij deze dubbele moord. Aan de familie van Edit laat András weten dat zij met haar minnaar en dochter naar Duitsland was vertrokken. Ze legde een telegram neer als bewijs.
Twee jaar later worden ook Ilona Sores (1e echtgenote) en haar 27-jarige zoon Daniël vermoord door Ágnes. Zij lokt hen de kelder in en schiet hen beiden met een pistool dood. De 22-jarige Zoltán vindt sporen en wordt ook vermoord. Aan de familie van Ilona laat Pándy een telegram zien waarop staat dat zij in Frankrijk zou verblijven.
De Verenigde Protestantse Kerk in België, waaraan Pándy toen officieel als predikant met een bijzondere opdracht verbonden was, heeft nooit een aanklacht tegen Pándy ingediend, omdat zij naar haar zeggen nooit een klacht over dominee Pándy ontvangen had. Een Nederlandse collega-dominee, Andries den Broeder, was de eerste die aangifte deed. In 1988 is dominee Den Broeder door de vader en de zuster van Edit Fintor op de hoogte gesteld van de vermissing van Edit en daarna ook van de incest door Pándy met zijn stiefdochter Timea, met als gevolg de geboorte van Mark. Eerst heeft dominee Den Broeder geprobeerd om met Pándy zelf in contact te komen, via de telefoon, via een brief en ten slotte via de kerkelijke instanties. Nadat dit alles mislukt was stelde dominee Den Broeder in juni 1989 de toenmalige minister van Justitie, Melchior Wathelet, op de hoogte van de feiten die hij over Pándy te weten was gekomen. Deze aangifte geschiedde in een brief aan koningin Fabiola, door haar kabinet doorgezonden aan minister Wathelet. Na rappel antwoordt minister Wathelet dominee Den Broeder pas in september 1993 met de mededeling: "Als Minister van Justitie kan ik hierin niet tussenkomen."
In 1989 stuurt Pándy zijn dochter Ágnes met de kleine Réka en András jr. naar het strand. Zo heeft hij zijn handen vrij voor de moord op Tünde. Het zou de enige echt bewezen moord zijn die András Pándy zélf gepleegd heeft.
In 1992 doet Ágnes aangifte van vermissing van de zes familieleden bij de politie en ook aangifte van incest door haar vader. De kleine Réka en András jr. worden in een kinderopvang geplaatst. Pándy wist de politie lange tijd voor de gek te houden, door vriendinnen uit Hongarije over te halen de gestuurde brieven te ondertekenen met "Ilona Sores" en "Edit Fintor". Verder voedde Pándy kinderen uit Hongarije op die waarschijnlijk ook seksueel misbruikt zijn. In 1996 vraagt de politie de Hongaarse gemeenschap om medewerking. Zij ontdekten toen in hun vaderland de truc met de valse brieven en sturen het bewijs naar de Belgische politie. In 1997 kwam de zaak aan het rollen.

## Kerkelijke positie van András Pándy
In Hongarije was András Pándy in de Protestantse Gereformeerde Kerk aldaar ‘allelkész’, een titel die de onderste trede van de predikantencarrière aanduidt. Deze Hongaarse kerk heeft verder niets te maken met Pándy’s kerkelijke positie en activiteiten in België. In de roerige tijd van de Hongaarse revolutie van 1956 komt Pándy in Zwitserland terecht, vanwaar hij in 1958 naar België gehaald wordt, om dominee te worden van een kleine Hongaarse protestantse kerk te Brussel en Luik. Deze kerk maakte deel uit van een van de Belgische protestantse kerken die in 1979 fuseerden als Verenigde Protestantse Kerk in België.
De Bethlen Gábor Naptár, uitgave van de Hongaars protestantse kerk in de VS, bericht over een kerkscheuring in de Hongaarse zusterkerk in België in 1975. De minderheid, waaronder dominee Pándy, bleef binnen het verband van de Belgische protestantse kerk waartoe zij behoorden. De meerderheid van de Hongaarse protestanten in België scheidde zich daarvan af en ging verder als zelfstandige, onafhankelijke gemeente.
In ‘Reformátusok Lapja’, het officiële orgaan van de Protestantse Gereformeerde Kerk in Hongarije verscheen in jaargang 22, nr. 15 van 9 april 1978 een interview met József Teleki, een vooraanstaande leider van de afgescheiden Hongaarse protestanten in Brussel. In dit interview worden ten overstaan van het thuisfront in Hongarije de scherpe kantjes van de kerkscheuring uit 1975 gladgepolijst. De loftrompet wordt gestoken over de voorbeeldige ijver en onbaatzuchtigheid van dominee András Pándy. De vraag komt op of dit interview misschien door Pándy zelf geïnitieerd is.
In de sinds 1979 gefuseerde Verenigde Protestantse Kerk in België was dominee Pándy predikant en uitsluitend actief in het protestantse godsdienstonderwijs op enkele rijksscholen. Slechts incidenteel ging hij voor in erediensten.
Op 28 oktober 1997 deelt de Verenigde Protestantse Kerk in België officieel mee A. Pándy in het kader van het lopende justitiële onderzoek als predikant te schorsen, om hem later definitief uit zijn ambt te zetten.

## De feiten
In 1992 stapt Ágnes Pándy voor het eerst naar de Brusselse politie, en dient ze een klacht in inzake de verdwijning van haar familieleden en verkrachting door haar vader.
6 mei 1996. Tijdens de nasleep van de zaak Dutroux worden alle dossiers in de verdwijningszaak van onder het stof vandaan gehaald, ook dat van de verdwenen Pándy's. In Hongarije, het vaderland van de familie Pándy, loopt eveneens een onderzoek.
Een jaar later krijgt commissaris François Monsieur het dossier in handen en na enig puzzelwerk vraagt hij Ágnes Pándy voor een gesprek.
Op 16 oktober 1997 wordt Pándy opgepakt; hij werkt echter niet mee met het gerecht. Meteen hierna worden graafwerken gestart in een van Pándy's woningen, waar onder het beton van de kelder botfragmenten en tanden worden gevonden. Op 20 november 1997 wordt Ágnes Pándy aangehouden en bekent ze, na een wandeling rond het gerechtsgebouw, vijf moorden.

## Het onderzoek

### Ontstoppingsmiddel
Lijken van de vermoorde familieleden zijn nooit gevonden. Volgens de verklaringen van Ágnes Pándy zijn deze in een bad met een ontstoppingsmiddel opgelost; resten werden achteraf gedumpt bij het slachthuis van Anderlecht.
In november 1998 liet onderzoeksrechter Bruno Bulthé dit door wetenschappers van de Katholieke Universiteit Leuven onderzoeken. Na een proef op een lijk met het door Ágnes Pándy genoemde product, dat eveneens in grote hoeveelheden in Pándy's huis was gevonden, blijkt er na een dag weinig over van het lijk; zelfs de tanden werden grotendeels opgelost.

### DNA-analyse
Een grootschalig onderzoek in zowel België als Hongarije toont met waarschijnlijke zekerheid aan dat András Pándy vader is van Mark, zoon van Timea (dochter uit een vorig huwelijk van András Pándy's tweede vrouw). Toch blijft András ontkennen ooit seksuele betrekking met Timea te hebben gehad, en verklaart hij haar bevruchting als buiten zijn wil, en zou deze plaatsgevonden hebben door middel van spermasporen op een handdoek.

### Pándy's dagboek
Pándy beschreef in zijn dagboeken niet precies zijn moorden.
Hij gebruikte afkortingen en de speurders hadden veel tijd nodig om alles te ontcijferen. Maar met de hulp van Ágnes is dit toch gelukt.

## Het proces
Op 18 februari 2002 startte het assisenproces.
András Pándy heeft nooit schuld bekend en harde bewijzen zijn er niet. Toch zijn er sterke aanwijzingen van schuld, die de verdediging tracht te weerleggen met het argument "om iemand schuldig te verklaren moet je bewijzen hebben, niet alleen aanwijzingen". Advocaat van Pándy was Meester Hein Diependaele uit Sint-Lievens-Houtem. In 2005 werd Diependaele door zijn echtgenote advocate Marijke Moens met een geweer vermoord in het ouderlijk huis, waarna zij zelfmoord pleegde. Diependaele was een topassisenpleiter, afkomstig uit Zottegem.
András Pándy werd schuldig bevonden aan de moord op zes van zijn familieleden, een moordpoging en verkrachting van drie dochters. Het Brusselse hof van assisen veroordeelde hem hiervoor tot levenslange gevangenisstraf. Ágnes Pándy, zijn dochter, werd schuldig bevonden aan moord voor vijf van deze moorden en voor de moordpoging op haar stiefzuster Timea. Zij kreeg hiervoor 21 jaar celstraf.
András Pándy vocht, zonder succes, zijn veroordeling aan bij het Hof van Cassatie, dit in tegenstelling tot Ágnes Pándy, die zich bij de uitspraak neerlegde.

## Na het proces
Op 14 juni 2010 is Ágnes vrijgelaten uit de gevangenis van Brugge. Andras Pándy overleed in de nacht van 22 op 23 december 2013 in de gevangenis aan een slepende ziekte.
Einde december 2013 (toevallig op het moment van Pándy's dood) verscheen bij de Antwerpse toneeluitgeverij Janssens een door Luc van den Briele geschreven toneelspel, dat gebaseerd is op gegevens uit het assisenproces tegen András Pándy en zijn dochter Ágnes. In het toneelspel is opvallend veel aandacht besteed aan de zes slachtoffers, die een belangrijke rol als kwelgeest spelen. (Luc van den Briele: P en de engelen. Een toneelspel in tien scènes. Antwerpen, Toneelfonds J. Janssens, 2013. ISBN 978-90-385-12792)

## In de media
- In de naam van de vader: het verborgen leven van Agnes Pandy - J.Wils (boek)
- De Kroongetuigen - VTM (aflevering 1 op 7/01/2016)
- Duivel of Dominee? De zaak Pandy - YouTube OnneDi (Misdaad & Make-up)
- Andras Pandy: De moord op 6 Gezinsleden -Spotify OnneDi (Moordcast)
- Andras Pandy - spotify De volkjury (De volkjury)